# WTA Singapur
Das WTA Singapur (offiziell: Singapore Open) ist ein Tennisturnier der WTA Tour, das in Singapur ausgetragen wird.

## Geschichte
Erstmals wurde ein WTA-Turnier 1986 in Singapur ausgetragen. Von 2014 bis 2018 fanden die WTA Finals in Singapur statt. Ab der Saison 2025 soll es wieder ein Turnier hier geben, das im Kallang Tennis Hub stattfinden soll.

## Siegerliste

### Einzel
| Jahr                       | Siegerin         | Finalgegnerin   | Ergebnis       |
| -------------------------- | ---------------- | --------------- | -------------- |
| 1986                       | Gigi Fernández   | Mercedes Paz    | 6:4, 2:6, 6:4  |
| 1987                       | Anne Minter      | Barbara Gerken  | 6:4, 6:1       |
| 1988                       | Monique Javer    | Leila Mes’chi   | 7:6, 6:3       |
| 1989                       | Belinda Cordwell | Akiko Kijimuta  | 6:1, 6:0       |
| 1990                       | Naoko Sawamatsu  | Sarah Loosemore | 7:65, 3:6, 6:4 |
| 1991–1993 keine Austragung |                  |                 |                |
| 1994                       | Naoko Sawamatsu  | Florencia Labat | 7:5, 7:5       |
| 1995–2024 keine Austragung |                  |                 |                |
| 2025                       | Elise Mertens    | Ann Li          | 6:1, 6:4       |

### Doppel
| Jahr                       | Siegerinnen                           | Finalgegnerinnen                   | Ergebnis      |
| -------------------------- | ------------------------------------- | ---------------------------------- | ------------- |
| 1986                       | Anna-Maria Fernandez Julie Richardson | Sandy Collins Sharon Walsh         | 6:3, 6:2      |
| 1987                       | Anna-Maria Fernandez Julie Richardson | Barbara Gerken Heather Ludloff     | 6:1, 6:4      |
| 1988                       | Natalia Bykova Natalija Medwedjewa    | Leila Mes’chi Swetlana Parchomenko | 7:6, 6:3      |
| 1989                       | Belinda Cordwell Elizabeth Smylie     | Ann Henricksson Beth Herr          | 6:7, 6:2, 6:1 |
| 1990                       | Jo Durie Jill Hetherington            | Pascale Paradis Catherine Suire    | 6:4, 6:1      |
| 1991–1993 keine Austragung |                                       |                                    |               |
| 1994                       | Patty Fendick Meredith McGrath        | Nicole Arendt Kristine Radford     | 6:4, 6:1      |
| 1995–2024 keine Austragung |                                       |                                    |               |
| 2025                       | Desirae Krawczyk Giuliana Olmos       | Wang Xinyu Zheng Saisai            | 7:5, 6:0      |